# Hemipterisca lindbergi
Hemipterisca lindbergi är en kackerlacksart som beskrevs av Bei-Bienko 1963. Hemipterisca lindbergi ingår i släktet Hemipterisca och familjen småkackerlackor.
Artens utbredningsområde är Afghanistan. Inga underarter finns listade i Catalogue of Life.